# Juegos Deportivos Nacionales de Costa Rica
Los Juegos Deportivos Nacionales (JDN) son el principal evento nacional multideportivo en el que participan atletas de Costa Rica. La competencia se celebra entre deportistas de los diferentes cantones del país, cada año, en una variedad de disciplinas. El Instituto Costarricense del Deporte y la Recreación (ICODER) es el órgano gubernamental encargado de conducir y supervisar la competencia.
La competencia se lleva a cabo en los cantones del país a través de los Comités Cantonales de Deportes y Recreación (CCDR), con el apoyo técnico de las federaciones nacionales y asociaciones deportivas acreditadas por sus federaciones internacionales respectivas. Como la institución responsable de la organización y coordinación de la competencia, es tarea del ICODER el realizar la convocatoria oficial de cada edición y designar el cantón (o cantones) sede. También determina el programa deportivo de los Juegos, que consiste en los deportes que se disputarán en cada etapa de la competencia. Más de 5,000 atletas compiten anualmente en 23 deportes, representando a más de 80 delegaciones provenientes de todas las provincias del país. Los atletas que terminen en primer, segundo y tercer lugar en cada evento reciben medallas de oro, plata y bronce, respectivamente.
Desde su primera edición en 1976, los Juegos Deportivos Nacionales se han consolidado como el principal medio para la práctica del deporte competitivo en diversas disciplinas en Costa Rica.

## Historia

### Primeros juegos
La idea de realizar en el país unos Juegos Deportivos Nacionales se planteó por primera vez en 1972 por el político y dirigente deportivo William Corrales Araya, quien sugirió que se debía crear una competencia entre jóvenes deportistas costarricenses para su preparación en diferentes disciplinas, inspirado en los Jugend trainiert für Olympia (Juventud Entrenando para la Olimpiada), unos juegos llevados a cabo en Alemania Occidental entre jóvenes estudiantes de los diferentes estados de ese país. El primer equipo organizador de los juegos, liderado por el Comité Cantonal de Deportes y Recreación local, acordó que la primera edición debía realizarse en el cantón alajuelense de Palmares, en 1976. Los juegos comenzaron el 10 de diciembre de ese año y participaron 10 delegaciones de diferentes cantones (Belén, Cañas, Escazú, Jiménez, Naranjo, Puntarenas, Puriscal, San Carlos, Santa Ana y Palmares) en 9 disciplinas deportivas (atletismo, ajedrez, béisbol, boxeo, baloncesto, ciclismo, tenis de mesa, voleibol y judo). La delegación de Belén logró obtener la mayor cantidad de medallas en la primera edición. Los segundos juegos se llevaron a cabo en el cantón cartaginés de Turrialba, en los que se desarrollaron 10 disciplinas deportivas al incluirse la natación. Desde entonces, los Juegos Deportivos Nacionales se han celebrado cada año, a excepción de algunos casos.
En la tercera edición de los Juegos, celebrada en el cantón de San Carlos en 1978, debutó el fútbol como disciplina deportiva, y para la quinta edición, en el cantón de Grecia en 1980, el judo es removido del programa deportivo. Las competencias incluyeron, por primera vez, a más de 1,000 atletas de más de 40 cantones. El aumento en el número de delegaciones participantes en los Juegos se convirtió en una tendencia que continuó por el resto de los Juegos; asimismo, en la siguiente edición, llevada a cabo en el cantón de Cartago, la competencia alcanzó la participación de más de 2,000 atletas de un récord de 69 delegaciones.

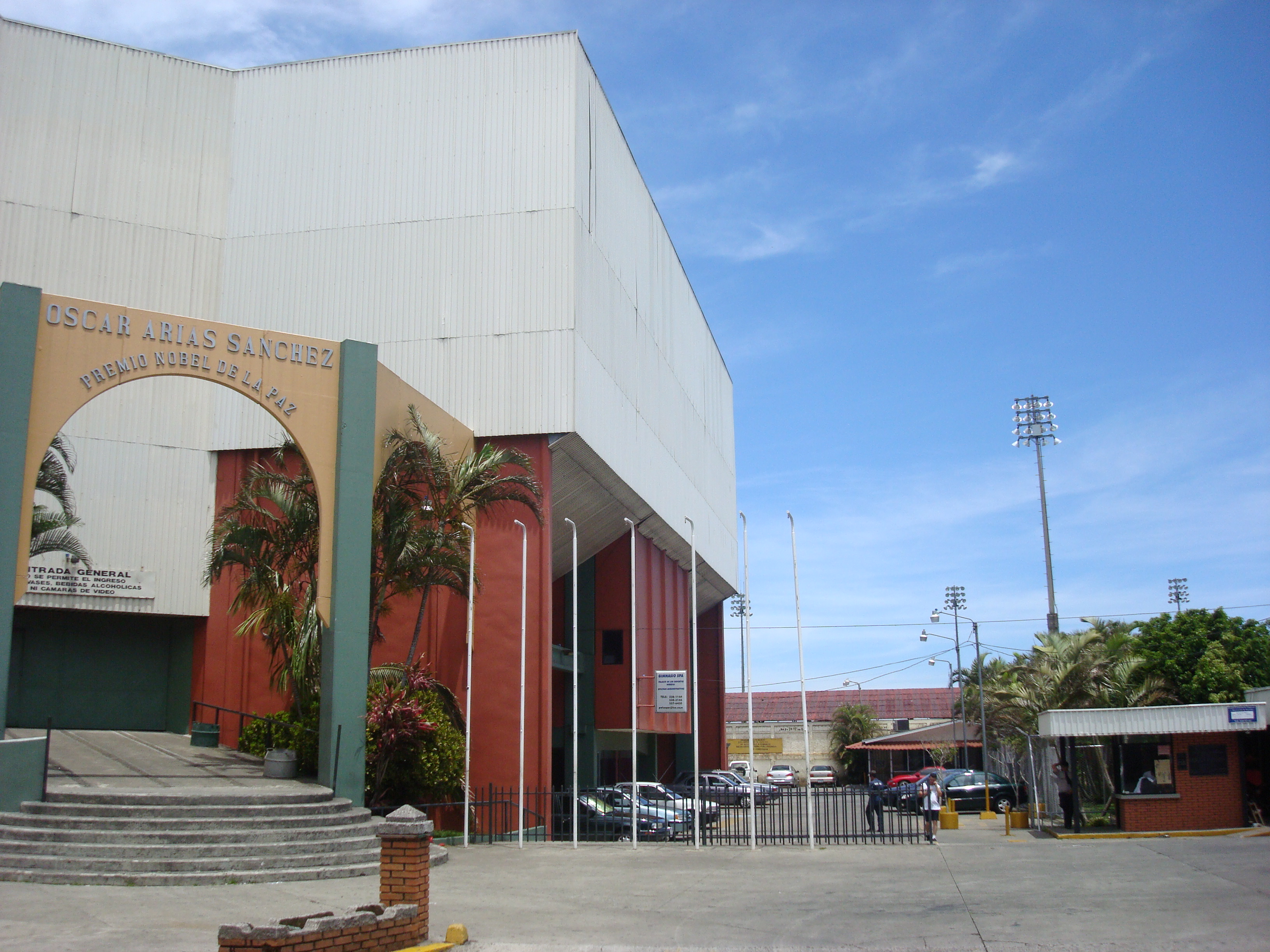
El Palacio de los Deportes, en Heredia, fue construido para albergar diferentes eventos en el marco de los Juegos Deportivos Nacionales de 1988.

La elaboración de los Juegos Deportivos Nacionales en diferentes cantones del país representó también una significante inversión en la remodelación de obras y nuevas instalaciones deportivas, tal como lo fue, por ejemplo, el Palacio de los Deportes, construido para albergar diferentes eventos de disciplinas deportivas durante la edición de 1988, en el cantón de Heredia, así como otras obras como el gimnasio, la piscina y la pista atlética de la sede de la Universidad de Costa Rica en Limón, para los Juegos de 1993, y los polideportivos de Santa Cruz y Puntarenas en 1994 y 1995, respectivamente.
La edición de 1998, en Cartago, alcanzó la participación récord de 5,000 atletas de todo el país, así como permitió el desarrollo de 15 disciplinas deportivas al incorporarse el fútbol sala, el tenis y el ciclismo de montaña en el programa.

### Juegos recientes
Hasta 2001, la organización de los Juegos Deportivos Nacionales era responsabilidad de organizaciones y asociaciones locales que, en coordinación con los Comités Cantonales de Deporte y Recreación, se conformaban para este fin en los diferentes cantones sede del país año tras año. Sin embargo, una gran parte de las competencias organizadas y desarrolladas por estos entes se caracterizaron por retrasos en la construcción y remodelación de infraestructura deportiva y villas y de gastos de transportes y de trabajos logísticos, lo cual representaba también un atraso en la realización de los Juegos, y en la preparación de los atletas, así como una pérdida de presupuesto. Por estas razones, el Instituto Costarricense del Deporte y la Recreación (ICODER) asumió la organización de los Juegos Deportivos Nacionales de 2001, en San José, hecho que significó un mayor presupuesto para el desarrollo de la competencia y mayor coordinación entre los entes estatales. La edición de 2001 permitió inaugurar en el cantón sede la primera pista sintética para la práctica de atletismo, instalada en el Estadio Nacional, así como disponer de escenarios deportivos gestionados por la institución como el Gimnasio Nacional, la Piscina María del Milagro París y el Estadio Antonio Escarré.

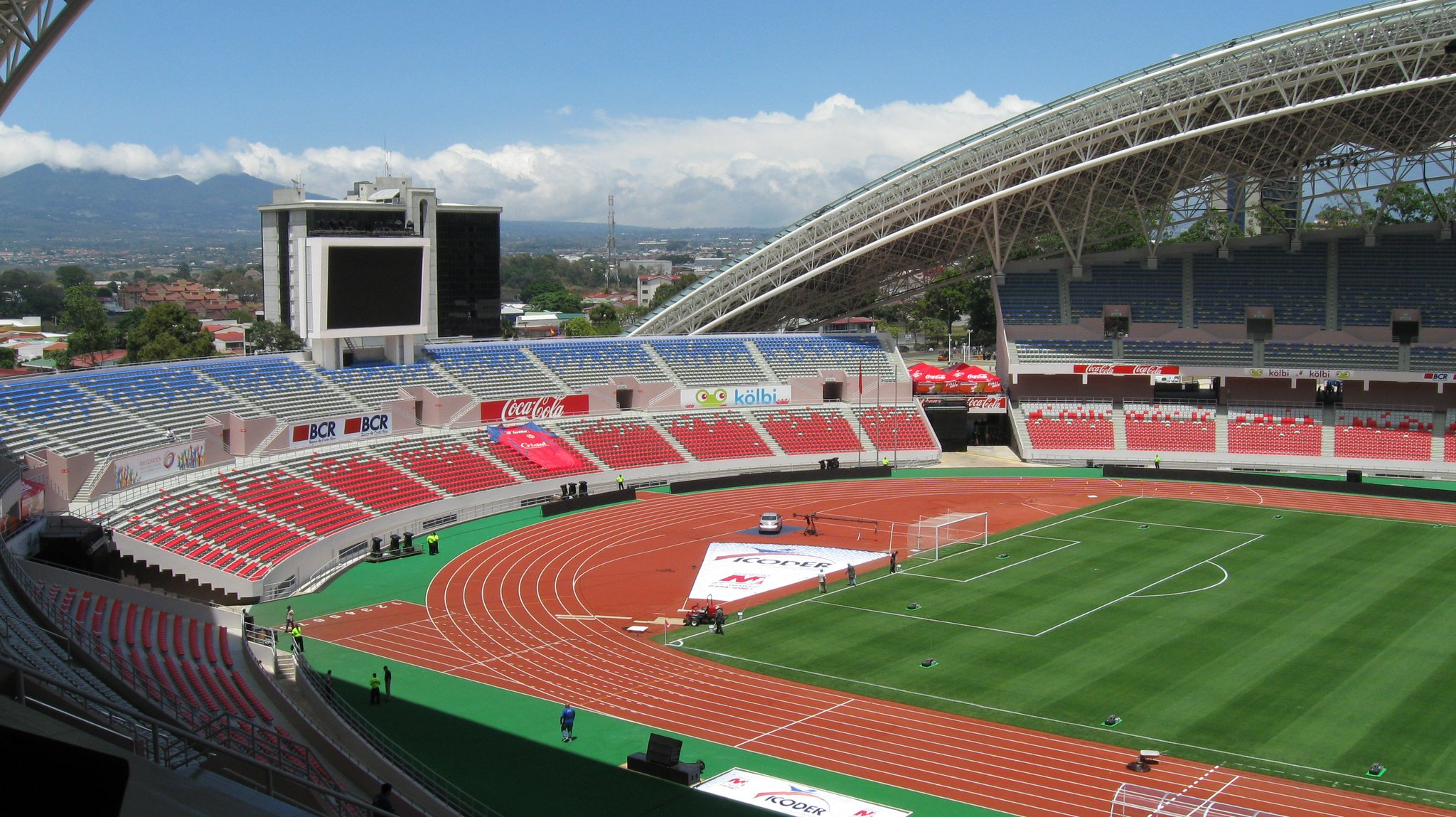
El Estadio Nacional de Costa Rica ha servido como sede de varias disciplinas en varias ediciones de los Juegos Deportivos Nacionales.

Dada la edición de 2001, el Consejo Nacional del Deporte y la Recreación emitió una resolución para que, en lo sucesivo, los Juegos Deportivos Nacionales fuesen organizados, planificados y ejecutados presupuestariamente por el propio ICODER con el fin de facilitar los procesos, reducir costos y aprovechar la experiencia y los conocimientos de sus funcionarios, así como para iniciar una etapa de regionalización de las justas para aprovechar toda la infraestructura construida a lo largo del tiempo.
En 2007 se desarrolló en San José la vigesimoséptima edición de los Juegos, dedicados al padre de la natación y la educación física de Costa Rica, Alfredo Cruz Bolaños, y en cuyo honor se instauraron a partir de esta edición los trofeos para los atletas más destacados. Tras estas justas se aplicó también un significativo cambio en el reglamento de la competencia y se eliminó la clasificación general por puntos. En la edición de 2008, en Heredia, debutaron como deportes oficiales dos disciplinas de contacto: el karate y taekwondo, así como regresó el judo, con lo que se llegó a 18 deportes en el programa. Posteriormente, en 2010 debutaron las disciplinas de patinaje, voleibol de playa y gimnasia.
En 2019, la pandemia del COVID-19 llevó al Consejo Nacional del Deporte y la Recreación a posponer en dos ocasiones la vigésimo novena edición de las justas, previstas originalmente para desarrollarse del 27 de junio al 13 de julio del 2020, y luego reprogramada para celebrarse del 28 de noviembre al 12 de diciembre, siendo posteriormente canceladas y reprogramadas para finales de 2021.

## Organización
La organización de los Juegos Deportivos Nacionales comprende una tarea conjunta entre el Instituto Costarricense del Deporte y la Recreación (ICODER), federaciones deportivas nacionales, comités cantonales, atletas, jueces y cualquier otra persona e institución que intervenga en el proceso. Como la principal institución responsable de la organización y coordinadora de la competencia, el ICODER, mediante el Consejo Nacional del Deporte y la Recreación, es responsable de interpretar el Reglamento General de Competición y Disciplinario de los Juegos, realizar la convocatoria oficial de cada edición, designar las sedes oficiales, y gestionar el programa deportivo y su presupuesto.
Asimismo, el ICODER es responsable de coordinar con ciertas entidades en la preparación y participación en los Juegos Deportivos Nacionales:
- Los Comités Cantonales de Deporte y Recreación (CCDR) y los Comités Distritales de Deporte y Recreación (CDDR), órganos municipales responsables de promover el deporte y la recreación en su jurisdicción. Los Comités representan y regulan el movimiento deportivo de cada cantón en los Juegos Deportivos Nacionales, y son los responsables de coordinar y facilitar la preparación y participación de los atletas. Actualmente hay 41 Comités reconocidos por el ICODER.
- Las Federaciones Nacionales y las Asociaciones Deportivas de Representación Nacional, entidades deportivas adscritas a federaciones internacionales que supervisan un deporte a nivel nacional. Son responsables de otorgar apoyo técnico en cada evento de la competencia, así como de acreditar a los árbitros, jueces y entrenadores de cada disciplina, organizar las competencias clasificatorias a los Juegos, nombrar delegados y fiscales, entre otros.
- Los Comités de Apoyo Locales y Regionales, entidades locales y temporales encargadas del apoyo logístico de una edición específica de los Juegos Deportivos Nacionales.

## Deportes
El programa de los Juegos Deportivos Nacionales comprende todas aquellas disciplinas deportivas (o deportes), modalidades, ramas, categorías y eventos que el Consejo Nacional del Deporte y la Recreación apruebe para cada edición. Actualmente, el programa incluye 16 disciplinas deportivas individuales y 7 de conjunto. Asimismo, el Consejo Nacional podrá aprobar para cada edición la inclusión de nuevos deportes de exhibición de conformidad con las facilidades que se cuenten al momento y el interés de su posible inclusión en el programa oficial deportivo. Las federaciones o asociaciones nacionales interesadas en incluir cierta disciplina en los Juegos deben presentar una propuesta de la competencia que se desarrollará, así como de su fuente de financiamiento. Una vez aprobada la disciplina y su programa, la federación o asociación nacional deberá organizar y desarrollar las competencias clasificatorias de deportes individuales, así como deberá coordinar con los diferentes Comités Cantonales de Deporte y Recreación del país las clasificatorias para los deportes en conjunto.
La lista de disciplinas deportivas ha aumentado gradualmente hasta la actualidad y casi todas han estado presentes en el programa de los Juegos desde el momento de su inclusión, solo a excepción del judo, que, desde su debut en los Juegos Deportivos Nacionales de 1976 como deporte de exhibición, fue removido del programa en la edición de 1980, para no regresar hasta 2007.
Las siguientes 23 disciplinas deportivas conforman el programa oficial actual de los Juegos Deportivos Nacionales y se ordenan alfabéticamente según el nombre utilizado por el ICODER.
| Disciplina deportiva | Disciplina deportiva | Federación nacional |                   | Disciplina deportiva | Disciplina deportiva | Federación nacional |
| -------------------- | -------------------- | ------------------- | ----------------- | -------------------- | -------------------- | ------------------- |
|                      |                      |                     |                   |                      |                      |                     |
| Ajedrez              |                      | FCA                 | Halterofilia      |                      | FHC                  |                     |
| Atletismo            |                      | FECOA               | Judo              |                      | FECOJUDO             |                     |
| Baloncesto           |                      | FECOBA              | Karate            |                      | FECOKA               |                     |
| Balonmano            |                      | FECOBAL             | Natación          |                      | FECODA               |                     |
| Béisbol              |                      | FCB                 | Patinaje          |                      | FEDEPAT              |                     |
| Boxeo                |                      | ACOBOX              | Taekwondo         |                      | FCT                  |                     |
| Ciclismo de montaña  |                      | FECOCI              | Tenis             |                      | FCTE                 |                     |
| Ciclismo de ruta     |                      | FECOCI              | Tenis de mesa     |                      | FECOTEME             |                     |
| Fútbol               |                      | LINAFA              | Triatlón          |                      | FEUTRI               |                     |
| Futsal               |                      | LINAFA              | Voleibol          |                      | FECOVOL              |                     |
| Gimnasia artística   |                      | FDGA                | Voleibol de playa |                      | FECOVOL              |                     |
| Gimnasia rítmica     |                      | FDGA                |                   |                      |                      |                     |

## Lista de Juegos Deportivos Nacionales
Los Juegos Deportivos Nacionales se llevan a cabo en cada uno de los cantones que conforman el país, a través de los Comités Cantonales de Deportes y Recreación y las agrupaciones deportivas. Para cada edición de los Juegos, le corresponde al Consejo Nacional de Deporte y Recreación designar las sedes de la competencia.
| Edición | Año  | Cantón anfitrión | Fecha de inicio | Fecha de cierre | Deportes       | Delegaciones   | Competidores   | Delegación mejor clasificada |               |
| ------- | ---- | ---------------- | --------------- | --------------- | -------------- | -------------- | -------------- | ---------------------------- | ------------- |
| 1       | 1976 | Palmares         | 10 de diciembre | 12 de diciembre | 9              | 10             | 509            | Belén                        |               |
| 2       | 1977 | Turrialba        |                 |                 | 9              | 20             | 389            | Turrialba                    |               |
| 3       | 1978 | San Carlos       |                 |                 | 11             | 42             | 1,588          | Turrialba                    |               |
| 4       | 1979 | Puntarenas       | 6 de diciembre  | 9 de diciembre  | 11             | 34             | 1,196          | Belén                        |               |
| 5       | 1980 | Grecia           |                 |                 | 10             | 37             | 502            | Alajuela                     |               |
| 6       | 1981 | Limón            |                 |                 | 10             | 40             | 597            | Belén                        |               |
| 7       | 1982 | Pérez Zeledón    |                 |                 | 10             | 51             | 1,081          | Belén                        |               |
| 8       | 1983 | Liberia          |                 |                 | 10             | 61             | 1,357          | Belén                        |               |
| 9       | 1984 | Cartago          | 10 de febrero   | 16 de febrero   | 10             | 69             | 2,063          | Limón                        |               |
| 10      | 1985 | San José         | 7 de diciembre  | 15 de diciembre | 10             | 60             | 1,691          | Cartago                      |               |
| 11      | 1987 | Alajuela         | 17 de enero     | 24 de enero     | 10             | 61             | 2,265          | Cartago                      | [ 14 ] [ 15 ] |
| 12      | 1988 | Heredia          |                 |                 | 10             | 55             | 2,645          | Cartago                      |               |
| 13      | 1990 | San Ramón        |                 |                 | 10             |                | 2,500          | Belén                        |               |
| 14      | 1992 | Pérez Zeledón    |                 |                 | 10             |                | 3,600          | Belén                        |               |
| 15      | 1993 | Limón            |                 |                 | 10             |                | 3,000          | Belén                        |               |
| 16      | 1994 | Santa Cruz       |                 |                 | 10             |                | 3,500          | Cartago                      |               |
| 17      | 1995 | Puntarenas       |                 |                 | 12             |                | 5,232          | Cartago                      |               |
| 18      | 1996 | Turrialba        | 2 de febrero    | 11 de febrero   | 12             |                | 3,947          | Cartago                      | [ 16 ]        |
| 19      | 1997 | Desamparados     | 9 de febrero    | 16 de febrero   | 13             |                | 3,854          | Cartago                      | [ 17 ] [ 18 ] |
| 20      | 1998 | Cartago          | 2 de abril      | 9 de abril      | 15             |                | 5,263          | Cartago                      | [ 8 ] [ 19 ]  |
| 21      | 1999 | San Carlos       | 1 de febrero    | 7 de febrero    | 15             | 61             | 4,876          | Cartago                      | [ 20 ] [ 21 ] |
| 22      | 2000 | Pococí           | 5 de julio      | 11 de julio     | 15             |                | 4,559          | Cartago                      |               |
| 23      | 2001 | San José         | 4 de julio      | 11 de julio     | 15             |                | 3,761          | Cartago                      |               |
| 24      | 2002 | Nicoya           | 5 de julio      | 11 de julio     | 15             |                | 3,088          | Cartago                      |               |
| 25      | 2004 | Esparza          | 20 de enero     | 25 de enero     | 15             |                | 2,865          | Alajuela                     |               |
| 26      | 2006 | Cartago          | 9 de enero      | 15 de enero     | 15             |                | 3,668          | Alajuela                     |               |
| 27      | 2007 | San José         | 23 de enero     | 28 de enero     | 15             |                | 3,159          | Cartago                      | [ 11 ]        |
| 28      | 2008 | Heredia          | 22 de enero     | 27 de enero     | 18             |                | 4,099          | San José                     |               |
| 29      | 2009 | Varios cantones  | 7 de julio      | 12 de julio     | 18             |                | 4,061          | San José                     |               |
| 30      | 2010 | Varios cantones  | 19 de enero     | 24 de enero     | 21             |                | 4,682          | San José                     |               |
| 31      | 2011 | Varios cantones  | 4 de julio      | 10 de julio     | 21             |                | 4,645          | San José                     |               |
| 32      | 2012 | Desamparados     | 9 de diciembre  | 16 de diciembre | 22             |                | 4,921          | San José                     |               |
| 33      | 2014 | Varios cantones  | 1 de marzo      | 16 de marzo     | 23             |                | 5,224          | San José                     |               |
| 34      | 2015 | Varios cantones  | 4 de julio      | 15 de julio     | 23             | 78             | 5,253          | San José                     |               |
| 35      | 2016 | Varios cantones  | 2 de julio      | 16 de julio     | 23             | 74             | 5,656          | San José                     |               |
| 36      | 2017 | Varios cantones  | 1 de julio      | 15 de julio     | 23             |                | 5,933          | San José                     |               |
| 37      | 2018 | Varios cantones  | 1 de julio      | 14 de julio     | 23             |                | 6,090          | San José                     |               |
| 38      | 2019 | Varios cantones  | 29 de junio     | 13 de julio     | 23             | 77             | 6,236          | San José                     |               |
| 39      | 2021 | Por determinar   | Por determinar  | Por determinar  | Por determinar | Por determinar | Por determinar | Por determinar               | [ 12 ]        |

## Delegaciones participantes
A la edición de 2019, 87 delegaciones cuyo Comité Cantonal de Deportes y Recreación (CCDR) o Comité Distrital de Deportes y Recreación (CDDR) es reconocido por el Instituto Costarricense del Deporte y la Recreación (ICODER) han competido en los Juegos Deportivos Nacionales. 
| - Abangares - Acosta - Alajuela - Abangares - Alvarado - Atenas - Aserrí - Bagaces - Barva - Belén - Buenos Aires - Cañas - Carrillo - Cartago - Cervantes - Cóbano | - Corredores - Coto Brus - Curridabat - Desamparados - Dota - El Guarco - Escazú - Esparza - Flores - Garabito - Goicoechea - Golfito - Grecia - Guácimo - Guatuso - Heredia | - Hojancha - Jiménez - La Cruz - La Unión - León Cortés Castro - Lepanto - Liberia - Limón - Los Chiles - Matina - Montes de Oca - Montes de Oro - Monteverde - Mora - Moravia - Nandayure | - Naranjo - Nicoya - Oreamuno - Orotina - Osa - Palmares - Paquera - Paraíso - Parrita - Pérez Zeledón - Poás - Pococí - Puntarenas - Puriscal - Quepos - San Carlos | - San Isidro - San José - San Mateo - San Pablo - San Rafael - San Ramón - Santa Ana - Santa Bárbara - Santa Cruz - Santo Domingo - Sarapiquí - Sarchí - Siquirres - Talamanca - Tarrazú - Tibás | - Tilarán - Tucurrique - Turrialba - Turrubares - Upala - Vázquez de Coronado - Zarcero |

## Medallero
Los atletas o equipos que ocupen el primer, segundo o tercer lugar en cada evento deportivo recibirán medallas. Los ganadores reciben medallas de oro, mientras que los atletas que ocupen el segundo lugar reciben medallas de plata y los que ocupen el tercer lugar reciben medallas de bronce. En las ediciones previas a XXXX, la clasificación de cada delegación en el ranking se realizaba acorde a un sistema de puntos, y no en base al total de medallas recibidas.
La tabla de a continuación contiene las veinte mejores delegaciones de todos los tiempos en los Juegos Deportivos Nacionales desde la edición del año 2000.
| N.°                     | Delegación              | Oro  | Plata | Bronce | Total |
| ----------------------- | ----------------------- | ---- | ----- | ------ | ----- |
| 1                       | San José                | 1649 | 1258  | 1385   | 4292  |
| 2                       | Alajuela                | 1222 | 1136  | 1110   | 3468  |
| 3                       | Cartago                 | 881  | 898   | 1042   | 2821  |
| 4                       | Belén                   | 842  | 594   | 493    | 1929  |
| 5                       | Heredia                 | 785  | 695   | 722    | 2202  |
| 6                       | Goicoechea              | 439  | 472   | 510    | 1421  |
| 7                       | San Ramón               | 404  | 357   | 326    | 1087  |
| 8                       | San Carlos              | 338  | 430   | 507    | 1275  |
| 9                       | Desamparados            | 333  | 350   | 494    | 1177  |
| 10                      | Escazú                  | 278  | 332   | 401    | 1011  |
| Total (10 delegaciones) | Total (10 delegaciones) | 7171 | 6522  | 6990   | 20683 |